# جويس باركر
جويس باركر (بالإنجليزية: Joyce Barker)‏ هي مغنية أوبرا ومغنية جنوب أفريقية، ولدت في 6 يونيو 1931 في Mooi River (town) ‏ في جنوب أفريقيا، وتوفيت في 23 مايو 1992 في جوهانسبرغ في جنوب أفريقيا.

## وصلات خارجية
- جويس باركر على موقع ميوزك برينز (الإنجليزية)
- جويس باركر على موقع ديسكوغز (الإنجليزية)